# Байындыр, Алтай
Алта́й Байынды́р (тур. Altay Bayındır; род. 14 апреля 1998, Османгази, Турция) — турецкий футболист, вратарь английского клуба «Манчестер Юнайтед» и национальной сборной Турции. Участник чемпионата Европы 2024.

## Клубная карьера
В чемпионате Турции Алтай Байындыр дебютировал 30 ноября 2018 года, выйдя в стартовом составе «Анкарагюджю» в игре против «Ризеспора».
8 июля 2019 года вратарь подписал 4-летний контракт со стамбульским «Фенербахче». 19 августа 2019 года он дебютировал за свой новый клуб в матче против Газиантепа. Последующие выступления игрока дали повод тренерскому штабу команды утвердить его в роли первого номера.
1 сентября 2023 года перешёл в английский клуб «Манчестер Юнайтед». 28 января 2024 года дебютировал за «Юнайтед» в матче Кубка Англии против «Ньюпорт Каунти», став первым турецким игроком, сыгравшим в основном составе клуба. 12 января 2025 года в матче 1/32 финала кубка Англии против лондонского «Арсенала» Байындыр отбил одиннадцатиметровый удар Мартина Эдегора на 72 минуте, а также парировал третий удар с точки от Кая Хаверца в серии пенальти, чем помог «Манчестеру» одержать победу. 

## Карьера в сборной
Алтай Байындыр приглашался в юношеские и молодёжную сборные Турции. В составе команды, составленной из игроков до 20 лет, вратарь стал бронзовым призёром Турнира в Тулоне 2018 года, в матче за 3-е место отразив два пенальти в свои ворота.
Байындыр был впервые приглашён в основную команду Турции 9 ноября 2020 года перед матчами Лиги наций УЕФА 2020/2021 против Венгрии и России. Дебют игрока за турецкую сборную состоялся 27 мая 2021 года — он провёл на поле бо́льшую часть товарищеского матча против Азербайджана.
1 июня 2021 года Байындыр был включён в заявку национальной сборной для участия на чемпионате Европы 2020, однако за три матча турецкой команды на турнире на поле не появился ни разу.

## Достижения
«Манчестер Юнайтед»
- Обладатель Кубка Англии: 2023/24[12]